# معاداة السامية الاقتصادية
معاداة السامية الاقتصادية (بالإنجليزية: Economic antisemitism)‏ هي شكل من أشكال معاداة السامية المبني على الصورة النمطية عن اليهود المتعلقة بالجانب الاقتصادي أو السلوك الاقتصادي لليهود. ويشمل أيضًا السلوك الاقتصادي والقوانين فضلاً عن السياسات الحكومية التي تستهدف الوضع الاقتصادي أو المهن أو سلوك اليهود.
في بعض الحالات، كانت الصور النمطية والقوالب تحفز السلوك الاقتصادي والإجراءات الحكومية التي تستهدف اليهود. في حالات أخرى، غذى السلوك الاقتصادي والقوانين و/ أو السياسات الحكومية تلك الصورة النطية.

## العلاقة بمعاداة السامية الدينية
كتب ليون بولياكوف أن معاداة السامية الاقتصادية ليست شكلًا مميزًا من معاداة السامية بل هي مجرد مظهر من مظاهر اللا سامية اللاهوتية (بدون الأسباب اللاهوتية لمعاداة السامية الاقتصادية، لن يكون هناك معاداة السامية الاقتصادية). من ناحية أخرى، يؤكد ديريك بنسلار أنه في العصر الحديث، فإن اللا سامية الاقتصادية «متميزة وثابتة تقريبًا» ولكن اللا سامية اللاهوتية «غالبًا ما تكون خافتة».

## الصور النمطية والإشاعات

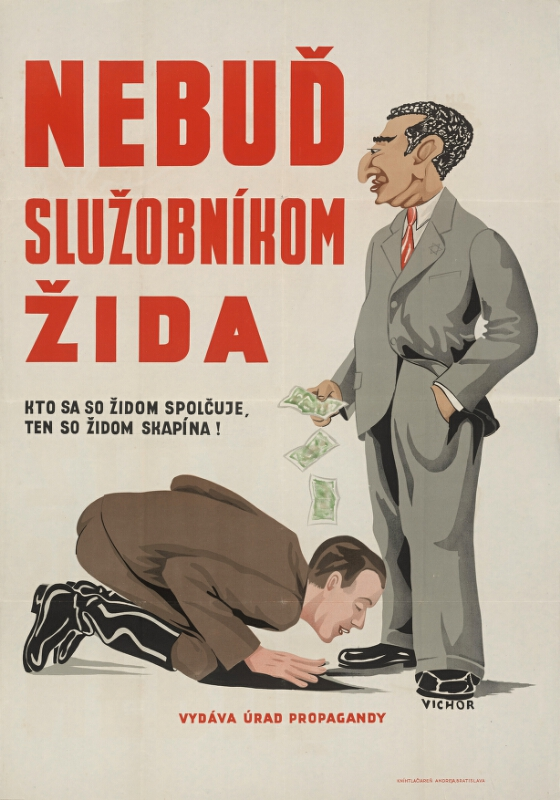
يحث الملصق الدعائي السلوفاكي من حقبة الحرب العالمية الثانية القراء على "ألا يكونوا خداماً لليهود".

يصف ديريك بنسلار معاداة السامية الاقتصادية الحديثة على أنها «حلزون مزدوج للنماذج المتقاطعة، الأول يربط اليهودي بالفقراء والمتوحشين والثانية تصور اليهود كمتآمرين، قادة عصابة مالية تسعى للهيمنة العالمية».
على مر التاريخ، أثارت الصور النمطية لليهود على أنهم مرتبطون بالجشع، وإقراض الأموال والربا، المشاعر المعادية لليهود، ولا تزال تؤثر إلى حد كبير على تصور اليهود اليوم. يقترح Reuveni و Wobick-segev أننا ما زلنا نطارد صورة «اليهودي الجشع».
تم وصف الادعاءات حول علاقة اليهود بالمال بأنها تدعم أكثر أنواع اللا سامية المدمرة والأكثر ضررًا.
غالبًا ما نشرت معاداة السامية أساطير تتعلق بالمال، مثل كانارد الذي يسيطر عليه اليهود في الشؤون المالية العالمية، والتي تم الترويج لها أولاً في بروتوكولات حكماء صهيون وكررها لاحقًا هنري فورد وصاحب ديربورن اندبندنت. لا تزال العديد من هذه الأساطير منتشرة على نطاق واسع في العالم الإسلامي كما هو الحال في كتب مثل العلاقة السرية بين السود واليهود، التي نشرتها أمة الإسلام، وكذلك على الإنترنت.
يذكر أبراهام فوكسمان أمثلة على معاداة السامية الاقتصادية الموجودة في جميع أنحاء العالم، وخاصة في المملكة المتحدة وألمانيا والأرجنتين وإسبانيا. يستشهد أيضًا بالعديد من الحالات الحديثة من معاداة السامية المتعلقة بالمال الموجودة على الإنترنت.
يلخص جيرالد كريفتز الأساطير لأن اليهود «يسيطرون على البنوك، والعرض النقدي، والاقتصاد، والأعمال التجارية - للمجتمع، والبلد، والعالم». يقدم العديد من الافتراءات والأمثال، في العديد من اللغات المختلفة، كرسوم توضيحية، مما يوحي بأن اليهود بخيلون أو جشعون أو بائسون أو مساومات عدوانية. يقترح Krefetz أنه خلال القرن التاسع عشر، ركزت معظم الأساطير على كون اليهود «خائفين، أغبياء، وضيقين»، ولكن بعد التحرر اليهودي وصعود اليهود إلى الطبقات المتوسطة والعليا في أوروبا، تطورت الأساطير وبدأت للتأكيد على أن اليهود كانوا ممولين «أذكياء، وخداعين ومتلاعبين للسيطرة» على الموارد المالية العالمية.
يصف فوكسمان ستة جوانب من الكانارد التي يستخدمها أنصار معاداة السامية الاقتصادية:
1. جميع اليهود أغنياء.[9]
2. اليهود بخيلون وجشعين.[10]
3. يسيطر اليهود الأقوياء على عالم الأعمال.[11]
4. اليهودية تؤكد على الربح والمادية [12]
5. يمكن لليهود خداع غير اليهود [13]
6. يستخدم اليهود قوتهم لصالح «نوعهم».[14]